# Julius Albanianus

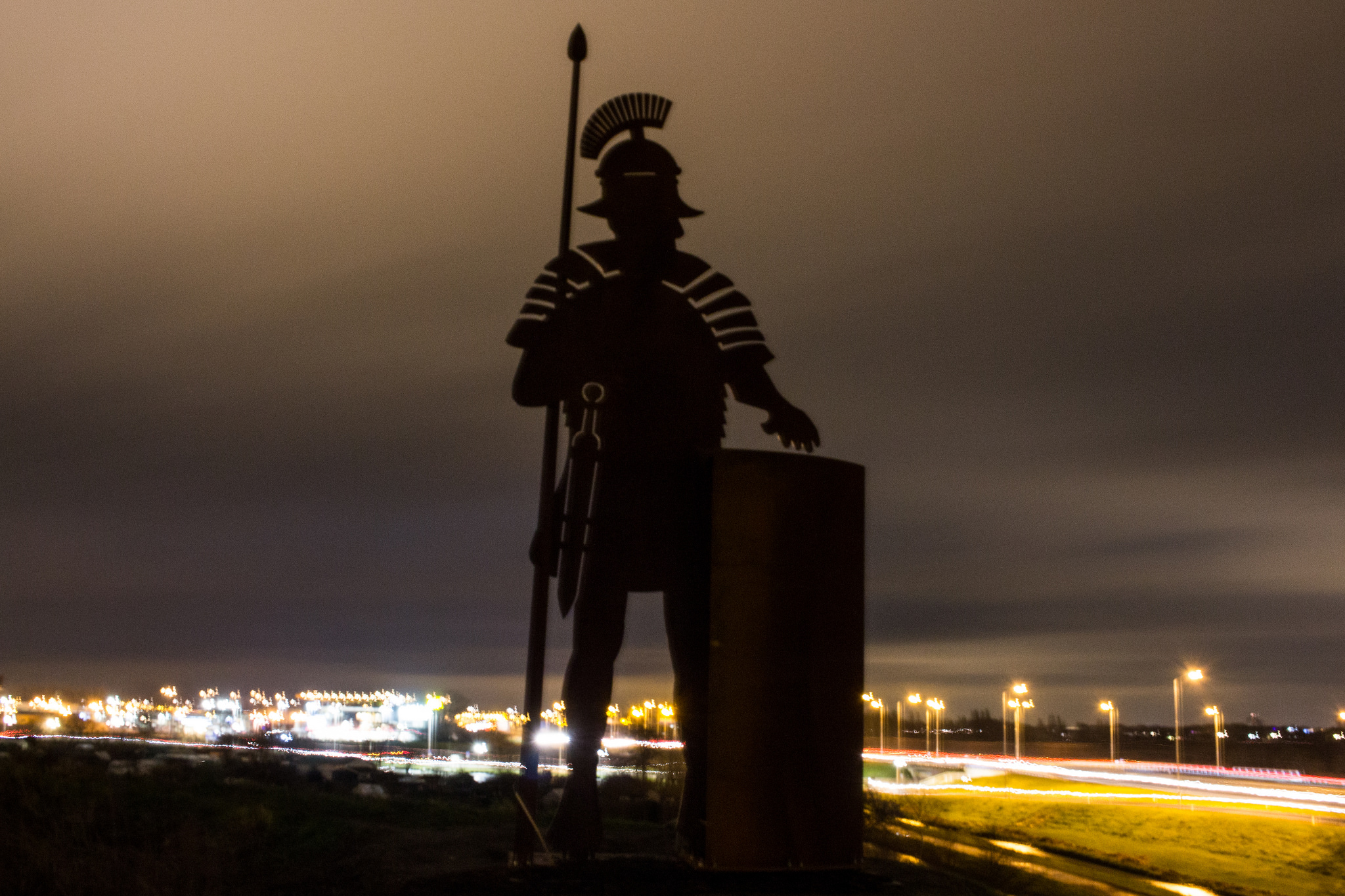
De verlichting van de soldaat

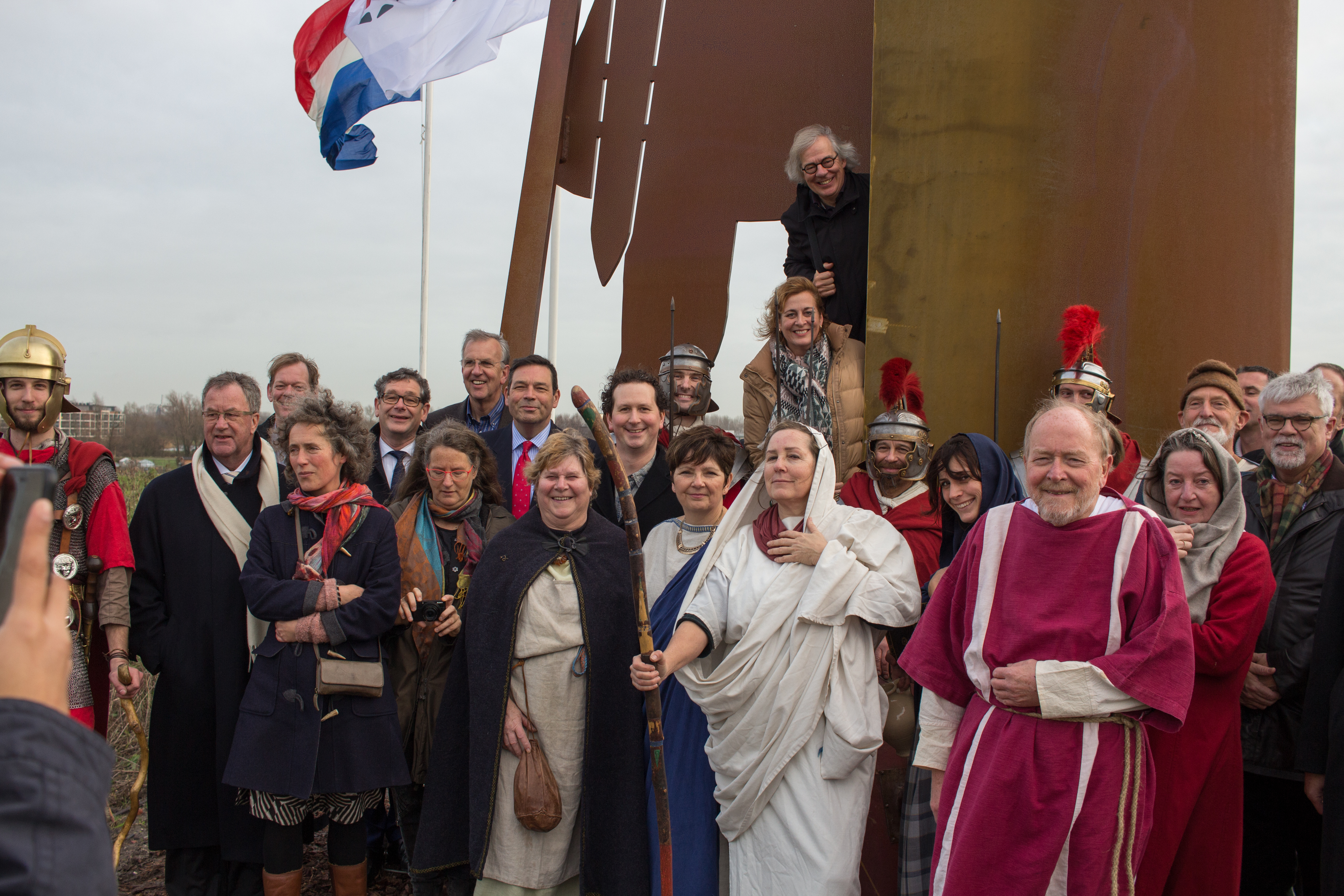
De onthulling van het beeld

Julius Albanianus is een 8 meter hoog plat (vlak) standbeeld van een Romeinse soldaat, hij staat langs de N11 (snelweg) in de gemeente Alphen aan den Rijn.
Het beeld is door het Archeon in samenwerking met de gemeente en de provincie Zuid-Holland onthuld op 19 december 2016.
De Romein staat er om het verleden van de regio zichtbaar te maken, het staat als symbool voor de Limes in Nederland. De limes is een van de grootste archeologische monumenten die strekt door heel Europa, delen van Azië en Afrika. De Neder-Germaanse limes staat op de lijst om in 2020 genomineerd te worden voor de werelderfgoedlijst van UNESCO. Centraal in dat proces staat visualisatie van deze grens.

## Het beeld
De Romein is plat (vlak) en staat haaks op de snelweg. De werpspeer staat schuin, waardoor deze (naast een constructieve functie) ook zorgt voor sculpturaliteit. Het schild is eigenlijk tweemaal aanwezig en staat voor de Romein vanuit beide rijrichtingen. Hierdoor lijkt het van beide zijkanten alsof de soldaat een schild voor zich heeft. De soldaat is gemaakt van cortenstaal. Daaroverheen is een laag antigraffiti-coating aangebracht. Het schild van de Romein is, vanwege de dubbele uitvoering, te beklimmen voor een mooi uitzicht. Ook kun je tussen de benen van de soldaat doorlopen. Op deze wijze worden mensen geïntrigeerd en uitgenodigd naar het landmerk toe te komen. Het ontwerp is van Archi-Tech Architekten uit Alphen aan den Rijn.

### De naam
Om de romeinse soldaat een naam te geven is er een wedstrijd gehouden. Verschillende scholen en particulieren konden een naam insturen met als voorwaarde dat het gelinkt is aan de Romeinse Alphen aan den Rijn. Op de verschillende ideeën konden gestemd worden en de naam met het meeste stemmen is het uiteindelijk geworden.
De naam Julius Albanianus komt uit een familie die de naam van de keizerlijke familie, de Julii, heeft overgenomen als eerbetoon. De bijnaam Albanianus wijst naar het Alphense fort Albanianae.

### Constructie
- Eind oktober 2015 is het heiwerk ten behoeve van de fundering gedaan en is de betonnen voet geplaatst. Begin november is de firma Rijnstaal gestart met de productie van de legionair. Hiertoe zijn er eerst werkplaatstekeningen gemaakt en besproken, waarna de daadwerkelijke staalproductie begonnen is.

- Om de lokale betrokkenheid te vergroten heeft er van 25 november t/m 15 december een publieke actie gelopen om een naam te geven aan de Romeinse soldaat. Scholen en particulieren konden online stemmen op een van vier namen (gerelateerd aan Romeins Alphen aan den Rijn).

- Op dinsdag 15 december 2015 zijn de ankers in het beton geboord en op donderdag 17 december 2015 is de Landmark in zijn geheel geplaatst op de geluidswal.

- Op vrijdag 18 december is de soldaat geopend door de gedeputeerde R.A. Janssen en wethouder C.J. van Velzen. Onder begeleiding van een groep Romeinse soldaten en burgers beklommen zij de geluidswal, waar zij de Romeinse goden via een orakel om advies vroegen.

- Tijdens de open dag van Archeon op zaterdag 19 december 2015 is officieel door notaris Kroes de naam van de Romein onthuld (Julius Albanianus) en zijn de winnaars van de naamwedstrijd bekendgemaakt.